# Rozalia Rybacka

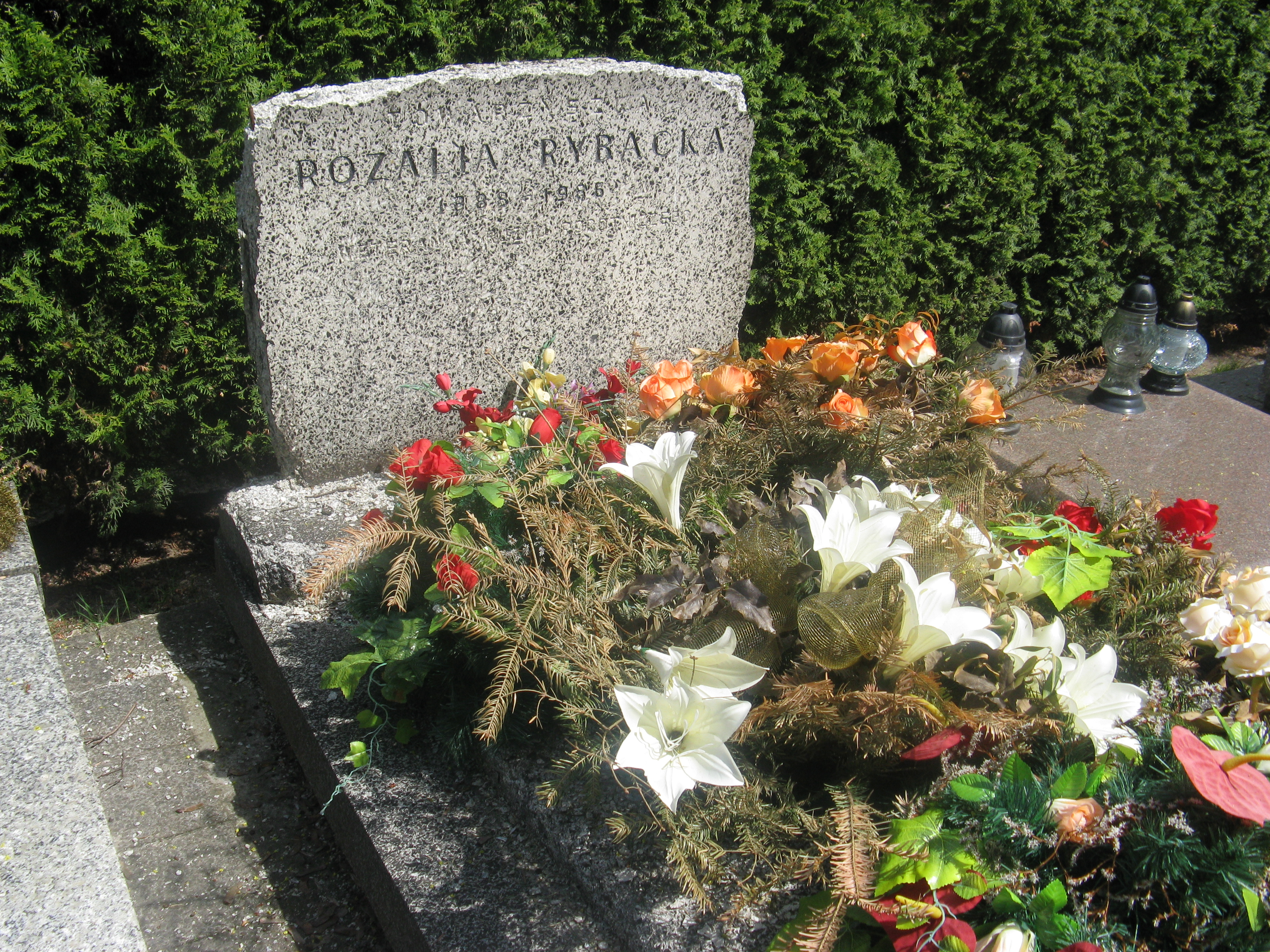
Grób Rozali Rybackiej na Cmentarzu Wojskowym na Powązkach

Rozalia Rybacka, z domu Brun (ur. 8 maja 1888 w Warszawie, zm. 24 października 1986) – polska działaczka komunistyczna.
Była córką Teodora Bruna, właściciela fabryki tytoniowej (później majstra w tej fabryce), młodszą siostrą działacza komunistycznego Juliana Bruna i pisarki Heleny Bobińskiej. Kształciła się na pensji Leonii Rudzkiej. Od 1903 wraz z rodzeństwem działała w Związku Młodzieży Socjalistycznej w Warszawie, m.in. jako redaktor i kolporter pisma „Ruch”. Brała udział w wydarzeniach rewolucji 1905, rok później wstąpiła do Socjaldemokracji Królestwa Polskiego i Litwy. Uczestniczyła w pracach SdKPiL w kraju, następnie w Paryżu i Genewie, gdzie ukończyła szkołę ogrodniczą.
Po powrocie do kraju w 1909 pracowała jako robotnica w Zakładach Ogrodniczych Ulricha pod Warszawą. W 1913 wyjechała do pracy do Drezna, a w 1916 do Ruse w Bułgarii (na zaproszenie brata Juliana). W 1918 w Warszawie wstąpiła do Komunistycznej Partii Robotniczej Polski; za działalność komunistyczną była więziona w Mińsku Mazowieckim i na Pawiaku w Warszawie. Pracowała następnie w fabryce tytoniu „Syrena” i Spółdzielni Wydawniczej „Książka” (jako korektorka), a od 1922 w administracji legalnego Związku Proletariatu Miast i Wsi (m.in. w czasie kampanii parlamentarnej). W wyborach 1922 mandat poselski uzyskał jej mąż (od 1918) Szczepan Rybacki, ale zrzekł się funkcji posła na rzecz Stanisława Łańcuckiego, dzięki czemu ten ostatni odzyskał wolność. Do więzienia trafił natomiast wkrótce Rybacki; po zwolnieniu wyjechał wraz z żoną do Francji. Rybacka pracowała tam w redakcji pisma „Emigrant”.
W 1926 Rybaccy przenieśli się do ZSRR; używali tam nazwiska Maciejewscy. Do 1927 przebywali w Kijowie, gdzie Rozalia Rybacka pracowała w redakcji polskiego pisma „Sierp”. Należała do Wszechzwiązkowej Komunistycznej Partii (bolszewików). W 1927 przeniosła się do Moskwy; pracowała w Międzynarodowym Instytucie Agrarnym, następnie w polskim piśmie Trybuna Radziecka. W czasie represji stalinowskich została w lipcu 1937 aresztowana; zarzucono jej, że była agentką Polskiej Organizacji Wojskowej. Przebywała w więzieniu, a następnie w obozie, do jesieni 1945. Szczepan Rybacki został rozstrzelany w sierpniu 1937.
W końcu 1945 powróciła do Polski. Pracowała jako referent w Wydziale Rolnym Komitetu Centralnego Polskiej Partii Robotniczej i Polskiej Zjednoczonej Partii Robotniczej, w latach 1950-1953 w Wydziale Historii KC PZPR. Zajmowała się problematyką rolną, współpracowała z pismem „Gromada-Rolnik Polski”; na tematy wiejskie publikowała już w latach 20. w Polsce, a potem w ZSRR. Utworzyła Fundację im. Szczepana Rybackiego, która wspierała „piszących prawdę o sytuacji na wsi”. Została odznaczona m.in. Orderem Sztandaru Pracy I klasy i II klasy (5 marca 1954). Zmarła w wieku 98 lat, została pochowana na Cmentarzu Wojskowym na Powązkach (kwatera B3-1-5).
Źródła:
- Lucjan Kieszczyński, Rozalia Rybacka, w: Polski Słownik Biograficzny, tom XXXIII, 1991.